# Goffredo Mameli (sous-marin)
Le Goffredo Mameli  est un sous-marin, navire de tête de la classe Mameli, en service dans la Regia Marina à la fin des années 1920 et ayant servi pendant la Seconde Guerre mondiale.
Le navire a été nommé ainsi en l'honneur de Goffredo Mameli (1827-1849), un combattant de la liberté, philosophe et poète italien né dans le royaume de Sardaigne.

## Caractéristiques
La classe Mameli a été l'une des premières classes de sous-marins de la Regia Marina à être construite après la Première Guerre mondiale. Ils ont déplacé 823 tonnes en surface et 1 009 tonnes en immersion. Les sous-marins mesuraient 64,6 mètres de long, avaient une largeur de 6,51 mètres et un tirant d'eau de 4,3 mètres. Ils avaient une profondeur de plongée opérationnelle de 90 mètres. Leur équipage comptait 49 officiers et soldats.
Pour la navigation de surface, les sous-marins étaient propulsés par deux moteurs diesel de 1 550 chevaux-vapeur (1 156 kW), chacun entraînant un arbre d'hélice. En immersion, chaque hélice était entraînée par un moteur électrique de 550 chevaux-vapeur (410 kW). Ils pouvaient atteindre 15 nœuds (28 km/h) en surface et 7,2 nœuds (13,3 km/h) sous l'eau. En surface, la classe Mameli avait une autonomie de 4 360 milles nautiques (8 070 km) à 8 noeuds (15 km/h); en immersion, elle avait une autonomie de 110 milles nautiques (200 km) à 3 noeuds (5,6 km/h).
Les sous-marins étaient armés de six tubes lance-torpilles de 53,3 centimètres (21 pouces), quatre à l'avant et deux à l'arrière, pour lesquels ils transportaient un total de 10 torpilles. Ils étaient également armés d'un seul canon de pont de 102/35 Model 1914 à l'avant de la tour de contrôle (kiosque) pour le combat en surface. Leur armement anti-aérien consistait en deux mitrailleuses Breda Model 1931 de 13,2 mm.

## Construction et mise en service
Le Goffredo Mameli est construit par le chantier naval Cantieri navali Tosi di Taranto (Tosi) de Tarente en Italie et mis sur cale le 17 août 1925. Il est lancé le 9 décembre 1926 et est achevé et mis en service le 20 janvier 1929. Il est commissionné le même jour dans la Regia Marina.

## Historique
À l'origine, il devait s'appeler Masaniello mais le 16 janvier 1927 (avant l'achèvement), le nom a été changé en Goffredo Mameli en l'honneur du combattant de la liberté, philosophe et poète.
Le 29 septembre 1928, il est impliqué dans une collision avec le remorqueur San Pietro, au cours de laquelle il a été endommagé.
Au début des années 30, avec ses navires-jumeaux (sister ships), il effectue une croisière en Méditerranée orientale, faisant escale à Thessalonique, Leros et Rhodes et effectuant en même temps des exercices air-mer.
Au début de la Seconde Guerre mondiale, sous le commandement du capitaine de corvette Nicola Maiorana, le Mameli est envoyé pour opérer au large de Malte où, dans la nuit du 1er au 2 août 1940, il lance sans succès cinq torpilles contre le vapeur grec Raula (1 044 tonneaux de jauge brute), qui a ensuite coulé, sous les coups du canon du sous-marin, après avoir été abandonné par l'équipage,.
Au cours de l'année, il effectue quatre autres missions au large des côtes de Malte et de la Cyrénaïque. En 1941, il en effectue trois autres (le 9 septembre 1941, il est envoyé avec d'autres unités pour s'opposer à l'opération britannique « Coat » en se positionnant à environ 90 milles nautiques (167 km) au sud-sud-est de Malte, mais il ne voit pas d'unités ennemies). Par la suite, en raison du mauvais état de ses moteurs, il est affecté à l'école de sous-marins de Pula.
En 1942, après le remplacement du moteur, il est utilisé pour trois autres missions offensives (avec des tâches anti-sous-marines).
À l'annonce de l'armistice du 8 septembre 1943 (armistice de Cassibile), il est en opération.
Pendant la co-belligérance, il est ensuite utilisé pour les exercices anti-sous-marins alliés, basés aux Bermudes .
Après la guerre, il revient en Italie à Key West le 8 septembre 1945, puis reste en réserve avant d'être radié le 1er février 1948 et démoli.

## Navires coulés
| Patrouille | Date          | Navire | Nationalité | Tonnage        | Notes                 |
| ---------- | ------------- | ------ | ----------- | -------------- | --------------------- |
| 1re        | 1er août 1940 | Raula  | Grèce       | 1 405          | Cargo; pas de victime |
| Total:     | Total:        | Total: | Total:      | 1 405 tonneaux |                       |